# Stanisław Rouppert
Stanisław Rouppert, poljski general in zdravnik, * 1887, † 1945.